# 2003 في إثيوبيا
فيما يلي قائمة بالأحداث التي وقعت خلال عام 2003 في  إثيوبيا.

## في السلطة
- الرئيس : غيرما ولد غيورغيس
- رئيس الوزراء : ميليس زيناوي

## أحداث

### يناير
- 11 يناير - انتشر الجفاف في جميع أنحاء البلاد ليكون من الأسوأ في تاريخ البلاد. [1]
- 24 يناير - الحكومة الإثيوبية تنفي مضايقة المعلمين والطلاب المعارضين للنظام أثناء أعمال الشغب في عام 2001. [2]

### نوفمبر
- 18 نوفمبر - حذر برنامج الغذاء العالمي التابع للأمم المتحدة من أن الحاجة إلى المساعدة في إثيوبيا سترتفع بشدة. [3]

### ديسمبر
- 10 ديسمبر - بالقرب من الحدود مع الصومال، كان المزارعون يزرعون القات بدلاً من البن. [4]